# Ветланда (бенді клуб)
Ве́тланда БК (швед. Vetlanda Bandyklubb)  — шведський бенді клуб з однойменного міста.

## Історія
Клуб заснований в 1945 році. 
До найвищого дивізіону (на той час Allsvenskan) Ветланда БК вперше пробилася в сезоні 1961 року і з тих пір провела в ній 37 сезонів (станом на літо 2019 року). За цей час клуб сім разів доходив до фіналу національної першості й у трьох із них переміг. У 1986 році був завойований перший чемпіонський титул, в 1991 і 1992 роках цей успіх було повторено.
В кінці 1990-х років Ветланда БК покинула вищий дивізіон, однак швидко повернулася і з сезону 2000/01 років грає в ній безперервно.

## Досягнення
- Чемпіон Швеції (3): 1985/86, 1990/91, 1991/92

- Переможець Кубка світу (2):  1988/89, 1993/94

- Переможець Кубка Європейських Чемпіонів (1):  1991/92

## Відомі гравці
Юган Лефстедт 